# Belgische federale verkiezingen 2007/Kandidatenlijsten/MR
Dit zijn de kandidatenlijsten van de MR voor de Belgische federale verkiezingen van 2007. De verkozenen staan vetgedrukt.

## Brussel-Halle-Vilvoorde

### Effectieven
1. Olivier Maingain (FDF)
2. Corinne De Permentier
3. François-Xavier de Donnea
4. Florence Reuter
5. Daniel Ducarme
6. Gisèle Mandaila Malamba (FDF)
7. Viviane Teitelbaum
8. Martine Payfa (FDF)
9. Marc Cools
10. Afaf Hemmamou
11. Emmanuel De Bock (FDF)
12. Angelina Chan
13. Sait Köse (FDF)
14. Delphine Bourgeois (FDF)
15. Mohammed Tijjini
16. Solange Pitroipa (FDF)
17. Boris Dillies
18. Benoît Veldekens
19. Isabelle Kempeneers (FDF)
20. Damien Thiéry (FDF)
21. Françoise Schepmans
22. Bernard Clerfayt (FDF)

### Opvolgers
1. Xavier Baeselen
2. Caroline Persoons (FDF)
3. Eric Libert (FDF)
4. Anne-Charlotte d'Ursel
5. Joëlle Maison (FDF)
6. Charles Dallemagne
7. Julie Van Buylaere
8. Sadik Köksal
9. Nathalie Gilson
10. Vincent De Wolf
11. Frédérique Ries
12. Jacques Simonet

## Henegouwen

### Effectieven
1. Olivier Chastel
2. Jacqueline Galant
3. Marie-Christine Marghem
4. Denis Ducarme
5. Jean-Jacques Flahaux
6. Chantal Bertouille
7. Benoît Friart
8. Guy Flament
9. Caroline Taquin
10. Laurence Feron
11. Alain Carion
12. Véronique Renard-Durenne
13. Martine Machtelings
14. Isabelle Druez-Marcq
15. Véronique Damée
16. Philippe Seghin
17. Philippe Fontaine
18. Florine Pary-Mille
19. Jean-Luc Crucke

### Opvolgers
1. Olivier Destrebecq
2. Françoise Colinia
3. Christian Leclercq
4. Olivier Mathieu
5. Yolande Samparese
6. Lucien Rawart
7. Carine Matysiak
8. Adrienne Kabimbi
9. Yves Binon
10. Albert Depret
11. Véronique Cornet

## Luik

### Effectieven
1. Didier Reynders
2. Kattrin Jadin
3. Daniel Bacquelaine
4. Caroline Cassart-Mailleux
5. Pierre-Yves Jeholet
6. Laura Iker
7. André Denis
8. Isabelle Freson
9. Philippe Goffin
10. Elisabeth Guillaume
11. Thomas Cialone
12. Katty Firquet
13. Georges Pire
14. Chantal Neven-Jacob
15. Hervé Jamar

### Opvolgers
1. Olivier Hamal
2. Josée Lejeune
3. Luc Gustin
4. Catherine Lejeune
5. Luc Paque
6. Thierry de Bournonville
7. Pierrette Cahay-André
8. Philippe Dodrimont
9. Christine Defraigne

## Luxemburg

### Effectieven
1. Philippe Collard
2. Carine Lecomte
3. Anne Laffut
4. Jean-Pierre Dardenne

### Opvolgers
1. Gérard Mathieu
2. Marie-Hélène Guillaume
3. Marie-Claude Weber
4. Marie Dessé
5. Vincent Wauthoz
6. Bertrand Lespagnard

## Namen

### Effectieven
1. Sabine Laruelle
2. François Bellot
3. Anne Barzin
4. Anne Humblet
5. Philippe Bultot
6. Willy Borsus

### Opvolgers
1. David Clarinval
2. Françoise Baily-Berger
3. José Paulet
4. Jehanne Detrixhe
5. Maggy Jacquemin
6. Gilles Mouyard

## Waals-Brabant

### Effectieven
1. Charles Michel
2. Valérie De Bue
3. Claude Jossart
4. Christophe Dister
5. Sybille de Coster-Bauchau

### Opvolgers
1. Jacques Otlet
2. Sabine Dumont
3. Emmanuel Burton
4. Chantal Versmissen-Sollie
5. Brigitte Defalque
6. Serge Kubla

## Senaat

### Effectieven
1. Armand De Decker
2. Dominique Tilmans
3. Richard Fournaux
4. Alain Courtois
5. Richard Miller
6. Günsel Elmas
7. Alain Destexhe
8. Isabelle Lissens
9. Vanessa Grasso
10. Dominique Offergeld
11. Jean-Pierre Malmendier
12. Sabine Mathus
13. Charles Gardier
14. Françoise Bertieaux
15. Louis Michel

### Opvolgers
1. Philippe Monfils
2. Marie-Hélène Crombé-Berton
3. François van Hoobrouck d'Aspre
4. Jihane Annane
5. Alain Zenner
6. Berni Collas
7. Ingrid Balon-Bodson
8. Jacques Brotchi
9. Antoinette Spaak (FDF)